# Biais égocentrique
Le biais égocentrique a lieu lorsque les gens s'attribuent plus de responsabilité par rapport aux résultats d'une action conjointe que ne l'aurait fait un observateur extérieur.
En dehors du simple fait de s'octroyer le crédit des résultats positifs, qui pourrait n'être qu'un simple biais d'autocomplaisance, les gens faisant preuve d'un biais égocentrique se présentent également comme exagérément responsables des résultats « négatifs » du comportement du groupe (cependant, ce dernier attribut semble manquer dans la mégalomanie).
Cela pourrait être dû au fait que nos propres actions nous sont plus « disponibles » que les actions des autres. Voir heuristique de disponibilité.
Michael Ross et Fiore Sicoly ont été les premiers à identifier ce biais cognitif.
Dans une étude menée par Greenberg (1981), il a été montré que le biais égocentrique influençait l'équité perçue. Les participants avaient le sentiment qu'un salaire exagérément élevé en leur faveur était plus équitable qu'un salaire exagérément élevé en faveur des autres; en contraste, ils avaient le sentiment qu'un salaire exagérément faible en leur défaveur était moins équitable qu'un salaire exagérément faible en défaveur des autres. Les études de Greenberg ont montré que cet égocentrisme disparaissait quand les participants étaient placés dans un état de conscience de soi concrétisé, dans cette étude, par la présence d'un miroir face à eux. Rendus conscients d'eux-mêmes, les participants ont évalué les salaires exagérément élevés et exagérément faibles envers eux ou envers les autres comme tout autant inéquitables. On pense que de tels résultats ont été obtenus parce que la conscience de soi a augmenté la préoccupation qu'avaient les participants de l'équité perçue relative aux salaires, l'emportant dès lors sur les tendances égocentriques.

## Effet de faux consensus
Considéré comme une facette de partialité égocentrique, l'effet faux consensus contribue à ce que des gens croient que leurs pensées, leurs actions, et leurs opinions sont beaucoup plus ordinaires qu'elles ne le sont en réalité. Ils pensent qu'elles sont plus normales et typiques que d'autres le considère.